# Aktanyš
Aktanyš (in russo  Актаныш?; in tartaro: Актаныш) è un villaggio del distretto Aktanyšskij nel Tatarstan, Russia.
Il villaggio è situato lungo il corso inferiore del fiume Belaja, vicino al confine con la Baschiria, 381 km a est di Kazan'.